# Benedenia hendorffi
Benedenia hendorffi är en plattmaskart. Benedenia hendorffi ingår i släktet Benedenia och familjen Capsalidae. Inga underarter finns listade i Catalogue of Life.